# Список бестселлеров по версии Publishers Weekly 1940-х годов
Список бестселлеров по версии журнала Publishers Weekly 1940-х годов включает в себя книги, добившиеся рекордных продаж в США, за каждый год, с 1940 по 1949 год.

## 1940
1. «Как зелена была моя долина[англ.]» — Ричард Луэллин
2. «Китти Фойл[англ.]» — Кристофер Морли[англ.]
3. «Миссис Минивер[англ.]» — Джен Стратер[англ.]
4. «По ком звонит колокол» — Эрнест Хемингуэй
5. «Человек из Назарета» (англ. The Nazarene) — Шолом Аш
6. «Звёзды на море» (англ. Stars on the Sea) — Френсис ван Викк Мэсон
7. «Оливер Визвелл» (англ. Oliver Wiswell) — Кеннет Робертс[англ.]
8. «Гроздья гнева» — Джон Стейнбек
9. «Ночь в Бомбее» (англ. Night in Bombay) — Луи Бромфилд
10. «Семья» (англ. The Family) — Нина Фёдорова[англ.]

## 1941
1. «Ключи Царства[англ.]» — Арчибалд Кронин
2. «Случайная жатва[англ.]» — Джеймс Хилтон
3. «Это — превыше всего[англ.]» — Эрик Найт[англ.]
4. «Солнце — моя гибель» (англ. The Sun Is My Undoing) — Маргерит Стин[англ.]
5. «По ком звонит колокол» — Эрнест Хемингуэй
6. «Оливер Визвелл» (англ. Oliver Wiswell) — Кеннет Робертс[англ.]
7. «Г. М. Пулэм, Эсквайр» (англ. H. M. Pulham, Esquire) — Джон Марквэнд
8. «Мистер и миссис Кугат» (англ. Mr. and Mrs. Cugat) — Изабель Рорик
9. «Дорожный сундук[англ.]» — Эдна Фербер
10. «Открытый всем ветрам» (англ. Windswept) — Мэри Элен Чейз

## 1942
1. «Песнь Бернадетте[англ.]» — Франц Верфель
2. «Луна зашла[англ.]» — Джон Стейнбек
3. «Драконье семя[англ.]» — Перл Бак
4. «А теперь — завтра[англ.]» — Рейчел Филд[англ.]
5. «Женщина за рулём» (англ. Drivin' Woman) — Элизабет Пикетт[англ.]
6. «Открытый всем ветрам» (англ. Windswept) — Мэри Элен Чейз
7. «Одеяние[англ.]» — Ллойд Дуглас[англ.]
8. «Солнце — моя гибель» (англ. The Sun Is My Undoing) — Маргерит Стин[англ.]
9. «Кингс Роу» (англ. Kings Row) — Генри Белламанн
10. «Ключи Царства[англ.]» — Арчибалд Кронин

## 1943
1. «Одеяние[англ.]» — Ллойд Дуглас[англ.]
2. «Долина решения[англ.]» — Марсия Давенпорт
3. «Так мало времени» (англ. So Little Time) — Джон Марквэнд
4. «Дерево растёт в Бруклине[англ.]» — Бетти Смит[англ.]
5. «Человеческая комедия[англ.]» — Уильям Сароян
6. «Миссис Паркингтон[англ.]» — Луи Бромфилд
7. «Апостол» (англ. The Apostle) — Шолом Аш
8. «Голодная гора[англ.]» — Дафна Дюморье
9. «Лес и форт[англ.]» — Герви Аллен[англ.]
10. «Песнь Бернадетте[англ.]» — Франц Верфель

## 1944
1. «Странный фрукт[англ.]» — Лиллиан Смит[англ.]
2. «Одеяние[англ.]» — Ллойд Дуглас[англ.]
3. «Дерево растёт в Бруклине[англ.]» — Бетти Смит[англ.]
4. «Навеки твоя Эмбер[англ.]» — Кэтлин Уинзор
5. «Остриё бритвы» — У. Сомерсет Моэм
6. «Юные годы» — Арчибалд Кронин
7. «Бог ей судья» (англ. Leave Her to Heaven) — Бен Эймс Уильямс[англ.]
8. «Улица Зелёного дельфина» (англ. Green Dolphin Street) — Элизабет Гоудж
9. «Колокол для Адано[англ.]» — Джон Херси
10. «Апостол» (англ. The Apostle) — Шолом Аш

## 1945
1. «Навеки твоя Эмбер[англ.]» — Кэтлин Уинзор
2. «Одеяние[англ.]» — Ллойд Дуглас[англ.]
3. «Чёрная роза[англ.]» — Томас Бертрам Костейн
4. «Белая башня[англ.]» — Джеймс Рамси Уллман[англ.]
5. «Касс Тимберлэйн» (англ. Cass Timberlane) — Синклер Льюис
6. «Лев на улицах[англ.]» — Эдриа Лок Лэнгли[англ.]
7. «Так хорошо запомнился» — Джеймс Хилтон
8. «Капитан из Кастилии[англ.]» — Самуэль Шеллабергер[англ.]
9. «Земля и Небеса[англ.]» — Гветалин Грэм[англ.]
10. «Бессмертная жена, или Джесси и Джон Фремонт» (англ. Immortal Wife) — Ирвинг Стоун

## 1946
1. «Королевский генерал» — Дафна Дюморье
2. «Эта сторона невинности» (англ. This Side of Innocence) — Тейлор Колдуэлл[англ.]
3. «Речная дорога» (англ. The River Road) — Фрэнсис Паркинсон Кийз[англ.]
4. «Чудо колокола» (англ. The Miracle of the Bells) — Рассел Дженни[англ.]
5. «Рекламисты» (англ. The Hucksters) — Фредерик Вейкман-старший (англ. Frederic Wakeman, Sr.)
6. «Лисы из Харроу» (англ. The Foxes of Harrow) — Фрэнк Йерби
7. «Триумфальная арка» — Эрих Мария Ремарк
8. «Чёрная роза[англ.]» — Томас Бертрам Костейн
9. «Дочь Б. Ф.» (англ. B.F.'s Daughter) — Джон Марквэнд
10. «Змеиная яма» (англ. The Snake Pit) — Мэри Джейн Уорд[англ.]

## 1947
1. «Чудо колокола» (англ. The Miracle of the Bells) — Рассел Дженни[англ.]
2. «Королевский казначей» (англ. The Moneyman) — Томас Бертрам Костейн
3. «Джентльменское соглашение[англ.]» — Лора Хобсон[англ.]
4. «Лидия Бейли[англ.]» — Кеннет Робертс[англ.]
5. «Лисицы» (англ. The Vixens) — Фрэнк Йерби
6. «Заблудившийся автобус[англ.]» — Джон Стейнбек
7. «Дом разделившийся» (англ. House Divided) — Бен Эймс Уильямс[англ.]
8. «Кингсблад, потомок королей[англ.]» — Синклер Льюис
9. «Ист-Сайд, Вест-Сайд» (англ. East Side, West Side) — Марсия Давенпорт
10. «Король интриги[англ.]» — Самуэль Шеллабергер[англ.]

## 1948
1. «Большой рыбак» (англ. The Big Fisherman) — Ллойд Дуглас[англ.]
2. «Нагие и мёртвые» — Норман Мейлер
3. «Обед у Антуана» (англ. Dinner at Antoine's) — Фрэнсис Паркинсон Кийз[англ.]
4. «Мантия епископа[англ.]» — Агнес Слай Тёрнбулл[англ.]
5. «Завтра будет лучше» (англ. Tomorrow Will Be Better) — Бетти Смит[англ.]
6. «Золотой ястреб» (англ. The Golden Hawk) — Фрэнк Йерби
7. «Округ Рейнтри» — Росс Локридж-младший
8. «Путь Шеннона[англ.]» — Арчибалд Кронин
9. «Гостиница Пилигрима» (англ. Pilgrim's Inn) — Элизабет Гоудж
10. «Молодые львы» — Ирвин Шоу

## 1949
1. «Синухе, египтянин» — Мика Валтари
2. «Большой рыбак» (англ. The Big Fisherman) — Ллойд Дуглас[англ.]
3. «Мария» (англ. Mary) — Шолом Аш
4. «Жажда жить» (англ. A Rage to Live) — Джон О’Хара
5. «Точка невозврата» (англ. Point of No Return) — Джон Марквэнд
6. «Обед у Антуана» (англ. Dinner at Antoine's) — Фрэнсис Паркинсон Кийз[англ.]
7. «Высокие башни» (англ. High Towers) — Томас Бертрам Костейн
8. «Империя сабли» (англ. Cutlass Empire) — Френсис ван Викк Мэсон
9. «Замок гордыни» (англ. Pride's Castle) — Фрэнк Йерби
10. «Отец невесты[англ.]» — Эдвард Стритер[англ.]